# Henri de Saxe-Mersebourg
Henri, né le 2 septembre 1661 à Mersebourg et mort le 28 juillet 1738 à Doberlug-Kirchhain, est le dernier duc de Saxe-Mersebourg, de 1731 à sa mort.

## Biographie
Fils cadet du duc Christian Ier de Saxe-Mersebourg et de Christine de Schleswig-Holstein-Sonderbourg-Glücksbourg, il devient duc après l'extinction de la descendance de son frère aîné Christian II.
Henri épouse le 29 mars 1692 à Güstrow Élisabeth de Mecklembourg-Güstrow, fille du duc Gustave-Adolphe de Mecklembourg-Güstrow. Ils ont trois enfants :
- Maurice (1694-1695) ;
- Christiane-Frédérique (1697-1722) ;
- Gustava-Madeleine (1699-1699).

La lignée de Saxe-Mersebourg s'éteint avec lui, et le duché est réintégré à la Saxe électorale.